# Ruohokarit (ö i Birkaland)
Ruohokarit är en ö i Finland. Den ligger i sjön Liesijärvi och i kommunen Parkano i den ekonomiska regionen  Nordvästra Birkalands ekonomiska region  och landskapet Birkaland, i den sydvästra delen av landet, 220 km norr om huvudstaden Helsingfors. Öns största längd är 50 meter i nord-sydlig riktning. Notera att namnet antyder att det är fråga om flera öar.